# Tommy Andersson
Pour les articles homonymes, voir Andersson.
Tommy Andersson est un footballeur suédois né le 3 février 1950. Il évoluait au poste d'attaquant.

## Biographie
Tommy Andersson est joueur de Malmö FF de 1968 à 1980,.
Durant son passage, Malmö est sacré Champion de Suède à cinq reprises et remporte cinq Coupes nationales.
Lors de la campagne de Coupe des clubs champions en 1978-79, Tommy Andersson dispute quatre rencontres. Il entre en jeu lors de la finale perdue contre Nottingham Forest.
Il dispute les deux matchs de la Coupe intercontinentale 1979 perdus contre le Club Olimpia.

## Palmarès
Malmö FF
| - Championnat de Suède (5) : - Champion : 1970, 1971, 1974, 1975, 1977. - Vice-champion : 1968, 1969, 1976, 1978 et 1980. - Coupe de Suède (5) : - Vainqueur : 1972-73, 1973-74, 1974-75, 1977-78 et 1979-80. - Finaliste : 1970-71. |  | - Coupe des clubs champions : - Finaliste : 1978-79. - Coupe intercontinentale : - Finaliste : 1979. |